# مكتبة دير سانت غال
تأسست مكتبة دير سانت غال من قبل القديس أوتمار، مؤسس دير سانت غال. وتعد واحدة من أغنى المكتبات في العصور الوسطى في العالم. خلال حريق عام 937، تم تدمير الدير، لكنه بقيت المكتبة سليمة. وفي عام 1983 أصبحت منطقة الدير إلى جانب المكتبة من مواقع التراث العالمي، كونها «مثال ممتاز للأديرة الكارولنجية». صممت قاعة المكتبة من قبل المهندس المعماري بيتر تومب في أسلوب الروكوكو.

## مواقع خارجية
- Stiftsbibliothek Sankt Gallen
- Codices Electronici Sangallenses نسخة محفوظة 9 نوفمبر 2016 على موقع واي باك مشين. — project for the digitisation of the medieval manuscripts at St. Gallen
- e-codices, St. Gallen, Stiffsbibliothek